# Národní historická stezka Lewise a Clarka
Národní historická stezka Lewise a Clarka je americká stezka připomínající památku expedice Lewise a Clarka na severozápad Spojených států mezi lety 1804 a 1806. Je součástí systému Národních turistických stezek Spojených států. Celkem měří 6 000 kilometrů mezi městem Wood River a ústím řeky Columbie do Pacifiku.
Stezku spravuje National Park Service, ale různá místa po jejím boku jsou spravována jinými federálními, státními, lokálními, kmenovými či soukromými organizacemi. Stezka není turistická, i když nabízí skvělé možnosti pro turistiku, plavení na lodi nebo jízdu na koni. Stezka je třetí nejdelší ze třiadvaceti scénických a historických stezek v USA.